# Division 1 Féminine
De Championnat de France de Football Féminin, vaak aangeduid als de Division 1 Féminine, is de Franse semi-professionele voetbalcompetitie voor vrouwenvoetbalclubs in Frankrijk. De Divisie 1 Féminine is het vrouwelijke equivalent van de mannen Ligue 1 en bestaat uit 12 clubs. De seizoenen lopen van september tot juni, de clubs ontmoeten elkaar 2 keer in een seizoen, iedere club speelt dus 22 competitiewedstrijden per seizoen. De meeste wedstrijden worden gespeeld op zaterdag en zondag, maar soms ook doordeweeks. Het seizoen wordt meestal gestaakt in de tweede week van december, om weer in de derde week van januari te starten.
De Divisie 1 Feminine werd oorspronkelijk opgericht in 1918 en werd beheerd door de Federation des Societes Féminines sportives de France (FSFSF), een vrouwenvoetbal organisatie in Frankrijk, dat werd geleid door vrouwenvoetbal pionier Alice Milliat. Na twaalf seizoenen werd de divisie ontbonden na het verbod van het vrouwenvoetbal. In 1975 werd het vrouwenvoetbal opnieuw ingevoerd en de Division 1 Féminine keerde met financiering van de Franse voetbalbond terug. Vanaf het seizoen 2009/10 is er begonnen met de ondertekening van professionele contracten met de clubs, voornamelijk met Olympique Lyonnais.

## Winnaars

### Kampioenen tot 1932
- 1919 Fémina Sports Paris
- 1920 En Avant Paris
- 1921 En Avant Paris
- 1922 Les Sportives de Paris
- 1923 Fémina Sports Paris
- 1924 Fémina Sports Paris
- 1925 Fémina Sports Paris
- 1926 Fémina Sports Paris
- 1927 Fémina Sports Paris
- 1928 Fémina Sports Paris
- 1929 Fémina Sports Paris
- 1930 Fémina Sports Paris
- 1931 Fémina Sports Paris
- 1932 Fémina Sports Paris

### Kampioenen vanaf 1975
- 1975 Stade Reims
- 1976 Stade Reims
- 1977 Stade Reims
- 1978 AS Etroeungt
- 1979 AS Etroeungt
- 1980 Stade Reims
- 1981 AS Etroeungt
- 1982 Stade Reims
- 1983 VGA Saint-Maur
- 1984 ASJ Soyaux
- 1985 VGA Saint-Maur
- 1986 VGA Saint-Maur
- 1987 VGA Saint-Maur
- 1988 VGA Saint-Maur
- 1989 CS Saint-Brieuc
- 1990 VGA Saint-Maur
- 1991 FC Lyon
- 1992 FCF Juvisy
- 1993 FC Lyon
- 1994 FCF Juvisy
- 1995 FC Lyon
- 1996 FCF Juvisy
- 1997 FCF Juvisy
- 1998 FC Lyon
- 1999 Toulouse FC (als Toulouse OAC)
- 2000 Toulouse FC (als Toulouse OAC)
- 2001 Toulouse FC
- 2002 Toulouse FC
- 2003 FCF Juvisy
- 2004 Montpellier HSC
- 2005 Montpellier HSC
- 2006 FCF Juvisy
- 2007 Olympique Lyonnais
- 2008 Olympique Lyonnais
- 2009 Olympique Lyonnais
- 2010 Olympique Lyonnais
- 2011 Olympique Lyonnais
- 2012 Olympique Lyonnais
- 2013 Olympique Lyonnais
- 2014 Olympique Lyonnais
- 2015 Olympique Lyonnais.
- 2016 Olympique Lyonnais
- 2017 Olympique Lyonnais
- 2018 Olympique Lyonnais
- 2019 Olympique Lyonnais
- 2020 Olympique Lyonnais
- 2021 Paris Saint-Germain
- 2022 Olympique Lyonnais
- 2023 Olympique Lyonnais
- 2024 Olympique Lyonnais